# أفيانكا الرحلة 671
رحلة أفيانكا رقم 671 كانت رحلة طيران على متن طائرة لوكهيد كونسطيليشن، تعرضت لحادث تحطم واحتراق أثناء هبوطها في مطار سانجستر الدولي بمدينة مونتيغو باي، جامايكا، بتاريخ 21 يناير 1960. يُعد هذا الحادث الأسوأ في تاريخ الطيران في جامايكا حتى الآن، حيث أسفر عن خسائر كبيرة وأثر عميق على صناعة الطيران المحلية.
انطلقت الرحلة من مطار ميامي الدولي في ولاية فلوريدا. وكانت الطائرة المستخدمة في الرحلة من طراز لوكهيد L-1049E سوبر كونسطيليشن، والتي كانت تُشغّلها شركة أفيانكا على خط بوغوتا – مونتيغو باي. لقي 37 شخصًا من أصل 46 راكبًا وعضوًا في الطاقم مصرعهم في الحادث. ومن بين الضحايا كان مانويل خيمينيث دياز، المعروف بلقب “شيكويلو الثاني”، وهو مصارع ثيران إسباني شهير.

## الحادث
أثناء الهبوط، لامست الطائرة المدرج بعنف، فارتدت في الهواء قبل أن تعاود ملامسته مجددًا، وبدأت تنزلق على المدرج وهي تشتعل. استقرت الطائرة في النهاية مقلوبة رأسًا على عقب، على بُعد 580 مترًا (1,900 قدم) من بداية المدرج، و60 مترًا (200 قدم) إلى يساره.